# Clorindiona
Clorindiona é um fármaco anticoagulante, que funciona como antagonista da vitamina K.